# Isaac McLellan
Isaac McLellan (ur. 21 maja 1806 w Portland w stanie Maine, zm. 20 sierpnia 1899) – poeta amerykański. Był przyjacielem Henry’ego Wadswortha Longfellowa i Nathaniela Parkera Willisa. Jego  utwory były przedrukowywane w antologiach. Wydał też tomik Poems of the Rod and Gun; or, Sports by Flood and Field (1886). Do jego najbardziej znanych wierszy należą The Shark i The Bluefish.